# Ormersviller
Ormersviller [ɔʁmɛʁsvilɛʁ] est une commune française située dans le département de la Moselle, en Lorraine, dans la région administrative Grand Est. Le village fait partie du pays de Bitche et du bassin de vie de la Moselle-Est.

## Géographie

### Localisation
Avec son écart de Selven, le village d'Ormersviller se situe en pays découvert, à la frontière franco-allemande, en dehors des voies de communication. 
Complètement métamorphosé depuis la Seconde Guerre mondiale, le centre du village a été considérablement appauvri par les reconstructions consécutives aux bombardements. Des fermes précédées de larges usoirs, accueillant les fumiers mais aussi plantés d'arbres, encadraient l'église.

### Géologie et relief
Commune membre du parc naturel régional des Vosges du Nord.
La commune se compose de 31,81 hectares de territoires artificialisés (4,36 %), 662,19 hectares de territoires agricoles (90,71 %) et 36,24 hectares de forêts et milieux semi-naturels (4,96 %).
Espaces naturels :
- Huit espaces protégés hors Natura 2000 :

Marais d'Ormersviller,
Prairies humides im perg,
Marais d'Ormersviller  - parcelle en maitrise d'usage,
Prairies humides im perg  - parcelle en maitrise d'usage,
Réserve de Biosphère, zone centrale,
Réserve de Biosphère, zone tampon,
Réserve de Biosphère, zone de transition,
Parc naturel régional.
- Trois zones naturelles d'intérêt écologique, faunistique et floristique (Znieff) :

Marais d'Ormersviller,
Prairie humide IM Perg à Ormersviller,
Ruisseau Baechelbach à Volmunster.
Système d’information pour la gestion des eaux souterraines du bassin Rhin-Meuse : Géologie : Carte géologique; Coupes géologiques et techniques.

### Sismicité
Commune située dans une zone de sismicité 2 faible.

### Localités avoisinantes
|                        | Altheim, Brenschelbach (Allemagne) | Loutzviller                       |
| Riesweiler (Allemagne) | Ormersviller                       | Eschviller (Volmunster)           |
| Utweiler (Allemagne)   | Epping                             | Volmunster Weiskirch (Volmunster) |

### Hydrographie et les eaux souterraines
La commune est située dans le bassin versant du Rhin au sein du bassin Rhin-Meuse. Elle est drainée par le Schwalbach et le ruisseau le Bachelbach.
Le Schwalbach, d'une longueur totale de 23,4 km en France, prend sa source dans la commune de Lemberg traverse onze communes françaises puis, au-delà de Schweyen, poursuit son cours en Allemagne où elle se jette dans la Horn.

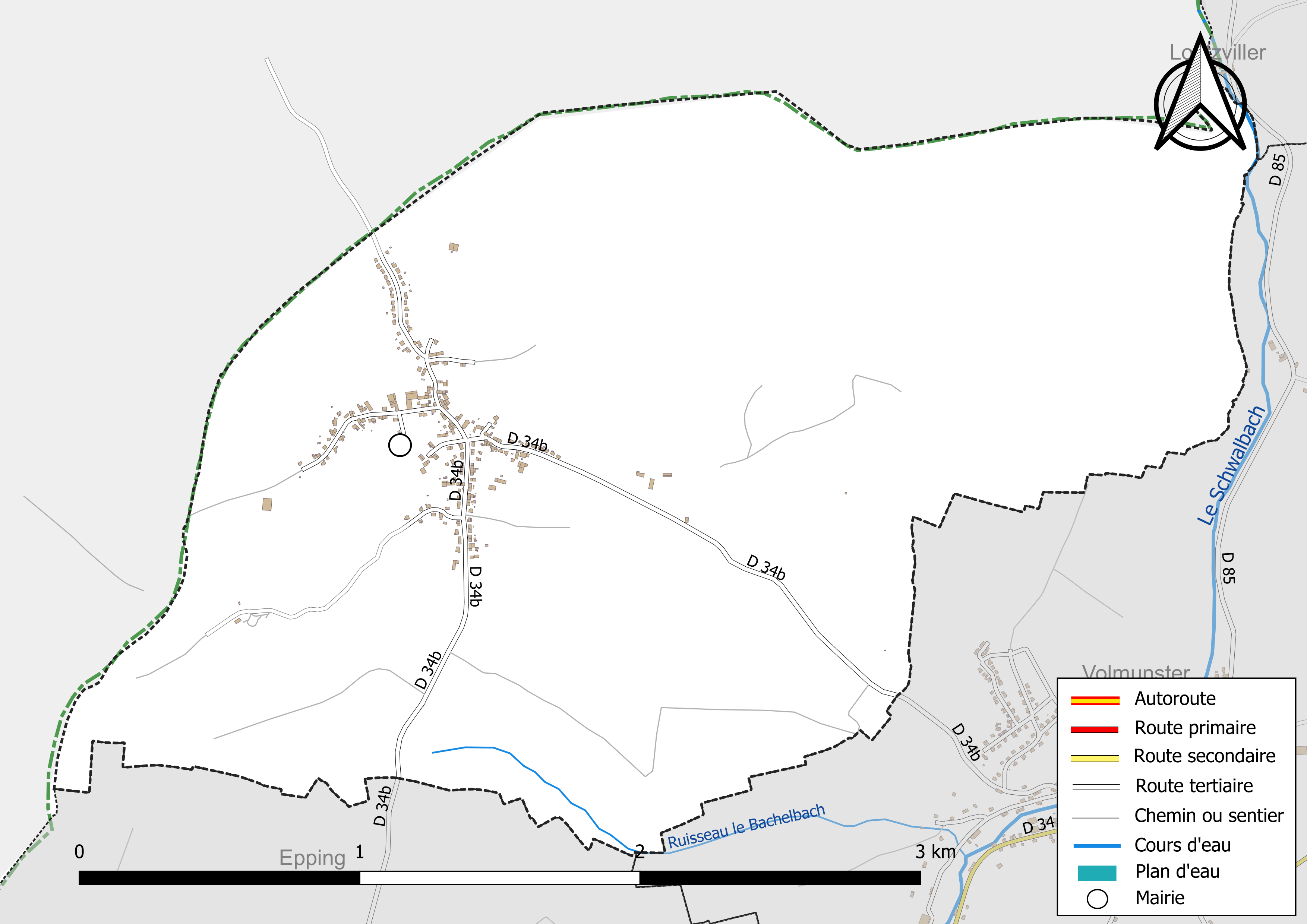
Réseaux hydrographique et routier d'Ormersviller.

La qualité des eaux des principaux cours d’eau de la commune, notamment du Schwalbach, peut être consultée sur un site spécial géré par les agences de l’eau et l’Agence française pour la biodiversité.

### Climat
Pour des articles plus généraux, voir Climat du Grand Est et Climat de la Moselle.
En 2010, le climat de la commune est de type climat des marges montargnardes, selon une étude du Centre national de la recherche scientifique s'appuyant sur une série de données couvrant la période 1971-2000. En 2020, Météo-France publie une typologie des climats de la France métropolitaine dans laquelle la commune est exposée à un climat semi-continental et est dans la région climatique  Vosges, caractérisée par une pluviométrie très élevée (1 500 à 2 000 mm/an) en toutes saisons et un hiver rude (moins de 1 °C). 
Pour la période 1971-2000, la température annuelle moyenne est de 9,7 °C, avec une amplitude thermique annuelle de 17 °C. Le cumul annuel moyen de précipitations est de 916 mm, avec 11,9 jours de précipitations en janvier et 9,5 jours en juillet. Pour la période 1991-2020, la température moyenne annuelle observée sur la station météorologique de Météo-France la plus proche, « Volmunster », sur la commune de Volmunster à 3 km à vol d'oiseau, est de 10,2 °C et le cumul annuel moyen de précipitations est de 760,1 mm. 
La température maximale relevée sur cette station est de 37,6 °C, atteinte le 25 juillet 2019 ; la température minimale est de −18,6 °C, atteinte le 24 décembre 2001,,. 
Les paramètres climatiques de la commune ont été estimés pour le milieu du siècle (2041-2070) selon différents scénarios d'émission de gaz à effet de serre à partir des nouvelles projections climatiques de référence DRIAS-2020. Ils sont consultables sur un site spécial publié par Météo-France en novembre 2022.

## Urbanisme

### Typologie
Au 1er janvier 2024, Ormersviller est catégorisée commune rurale à habitat dispersé, selon la nouvelle grille communale de densité à sept niveaux définie par l'Insee en 2022.
Elle est située hors unité urbaine et hors attraction des villes,.

### Occupation des sols
L'occupation des sols de la commune, telle qu'elle ressort de la base de données européenne d’occupation biophysique des sols Corine Land Cover (CLC), est marquée par l'importance des territoires agricoles (90,8 % en 2018), une proportion sensiblement équivalente à celle de 1990 (91,4 %). La répartition détaillée en 2018 est la suivante : 
prairies (48,1 %), terres arables (38 %), forêts (4,9 %), zones agricoles hétérogènes (4,7 %), zones urbanisées (4,3 %). L'évolution de l’occupation des sols de la commune et de ses infrastructures peut être observée sur les différentes représentations cartographiques du territoire : la carte de Cassini (XVIIIe siècle), la carte d'état-major (1820-1866) et les cartes ou photos aériennes de l'IGN pour la période actuelle (1950 à aujourd'hui).

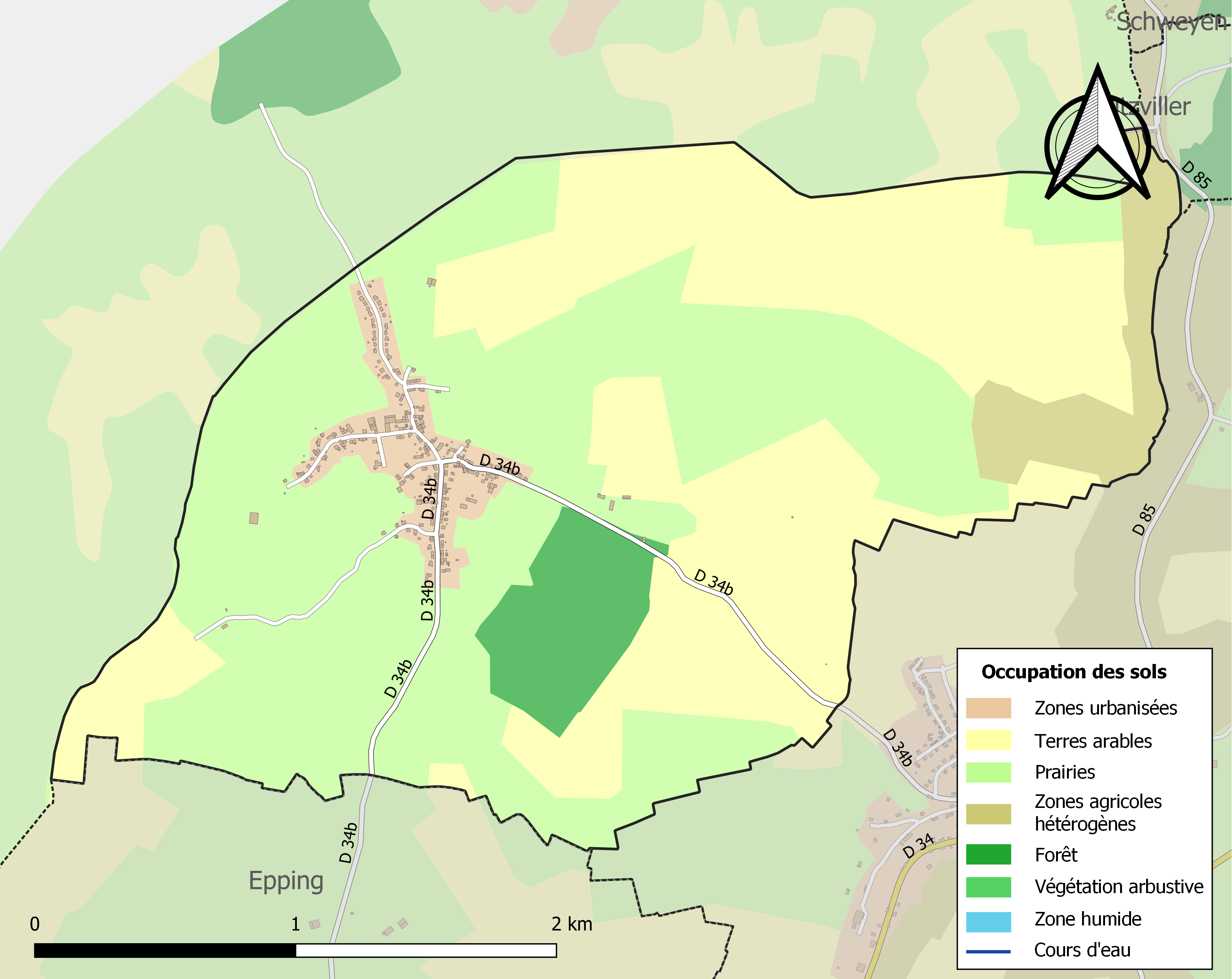
Carte des infrastructures et de l'occupation des sols de la commune en 2018 (CLC).

## Toponymie
- Ormeswilre (1304), Ormerweiller (1483), Ormesweiler (1544), Ormsweiler (1550), Omesweiller (1594), Ormerschweiller (1624), Ormetsviller (1671), Ormersweiller et Ormerschwiller (1756), Ormesweiller (carte Cassini), Ormersweiller (1793).
- Ormerschwiller[28] en francique lorrain.

## Histoire
Des tumuli protohistoriques et plusieurs sites gallo-romains découverts sur le ban communal témoignent d'une occupation ancienne. Le village est mentionné en 1308 sous la forme Ormerswylre, du nom d'homme Aurmarus et du suffixe villare, weyler. Dans la seconde moitié du XVIIIe siècle, il fait partie du fief de Volmunster cédé en 1748 à Léopold Bexon, lieutenant général du bailliage de Sarreguemines.
Du point de vue spirituel, Ormersviller est succursale de Volmunster jusqu'en 1802, date à laquelle il est érigé en paroisse de l'archiprêtré du même nom. Au début du XXe siècle, on voyait encore la tour, sans doute romane, de l'ancienne église paroissiale, accolée à la maison d'école, dont il ne subsiste plus aujourd'hui que la trace d'un arc sur le mur-pignon.

## Politique et administration
| Période                                  | Période   | Identité            | Étiquette | Qualité |
| ---------------------------------------- | --------- | ------------------- | --------- | ------- |
| Les données manquantes sont à compléter. |           |                     |           |         |
| 1945                                     | 1974      | Gérard Andres       |           |         |
| 1974                                     | mars 1995 | Roger Sprunck       |           |         |
| mars 1995                                | mars 2001 | Remy Meyer          |           |         |
| mars 2001                                | mars 2008 | Jean-Joseph Sprunck |           |         |
| mars 2008                                | En cours  | Marcel Vogel        |           | [ 29 ]  |

Du point de vue administratif, le village est commune du canton de Volmunster depuis 1790. Le village est presque entièrement détruit dans les dernières semaines de 1944 et les premiers mois de 1945, ce qui explique la pauvreté du patrimoine conservé et l'effondrement de la population à partir de 1945.

### Budget et fiscalité 2023
En 2023, le budget de la commune était constitué ainsi :
- total des produits de fonctionnement : 315 000 €, soit 832 € par habitant ;
- total des charges de fonctionnement : 243 000 €, soit 642 € par habitant ;
- total des ressources d'investissement : 36 000 €, soit 95 € par habitant ;
- total des emplois d'investissement : 60 000 €, soit 158 € par habitant ;
- endettement : 301 000 €, soit 794 € par habitant.

Avec les taux de fiscalité suivants :
- taxe d'habitation : 15,24 % ;
- taxe foncière sur les propriétés bâties : 34,74 % ;
- taxe foncière sur les propriétés non bâties : 53,08 % ;
- taxe additionnelle à la taxe foncière sur les propriétés non bâties : 0,00 % ;
- cotisation foncière des entreprises : 0,00 %.

Chiffres clés Revenus et pauvreté des ménages en 2021 : médiane en 2021 du revenu disponible, par unité de consommation.

## Population et société

### Démographie

#### Évolution démographique
L'évolution du nombre d'habitants est connue à travers les recensements de la population effectués dans la commune depuis 1793. Pour les communes de moins de 10 000 habitants, une enquête de recensement portant sur toute la population est réalisée tous les cinq ans, les populations de référence des années intermédiaires étant quant à elles estimées par interpolation ou extrapolation. Pour la commune, le premier recensement exhaustif entrant dans le cadre du nouveau dispositif a été réalisé en 2007.

En 2022, la commune comptait 383 habitants, en évolution de −3,04 % par rapport à 2016 (Moselle : +0,52 %, France hors Mayotte : +2,11 %).
| 1793 | 1800 | 1806 | 1821 | 1836 | 1841 | 1861 | 1866 | 1871 |
| ---- | ---- | ---- | ---- | ---- | ---- | ---- | ---- | ---- |
| 388  | 304  | 402  | 518  | 594  | 616  | 513  | 571  | 488  |

| 1875 | 1880 | 1885 | 1890 | 1895 | 1900 | 1905 | 1910 | 1921 |
| ---- | ---- | ---- | ---- | ---- | ---- | ---- | ---- | ---- |
| 465  | 473  | 454  | 439  | 438  | 440  | 441  | 475  | 469  |

| 1926 | 1931 | 1936 | 1946 | 1954 | 1962 | 1968 | 1975 | 1982 |
| ---- | ---- | ---- | ---- | ---- | ---- | ---- | ---- | ---- |
| 444  | 452  | 465  | 100  | 309  | 293  | 285  | 280  | 266  |

| 1990 | 1999 | 2006 | 2007 | 2012 | 2017 | 2022 | - | - |
| ---- | ---- | ---- | ---- | ---- | ---- | ---- | - | - |
| 307  | 300  | 327  | 331  | 388  | 390  | 383  | - | - |

Le village est presque entièrement détruit dans les dernières semaines de 1944 et les premiers mois de 1945, ce qui explique l'effondrement de la population à partir de 1945. Elle comptait 455 habitants en 1817, 616 en 1844 et au recensement de 1982, il n'en subsiste que 266.

## Économie

### Entreprises et commerces

#### Agriculture
- Culture et élevage associés.
- Culture de céréales, de légumineuses et de graines oléagineuses.
- Élevage d'autres bovins et de buffles.
- Élevage d'ovins et de caprins.
- Élevage de vaches laitières.
- Élevage d'autres animaux.

#### Tourisme
- Hébergements à Bining, Volmunster, Epping.
- Restauration à Epping.

#### Commerces
- Commerces et services de proximité[36] à Sarreguemines, Rohrbach-lès-Bitche, Bitche.

## Culture locale et patrimoine

### Lieux et monuments

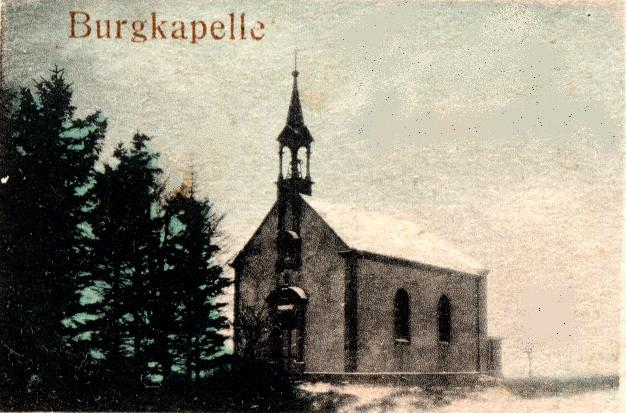
Vue de la chapelle en 1918.
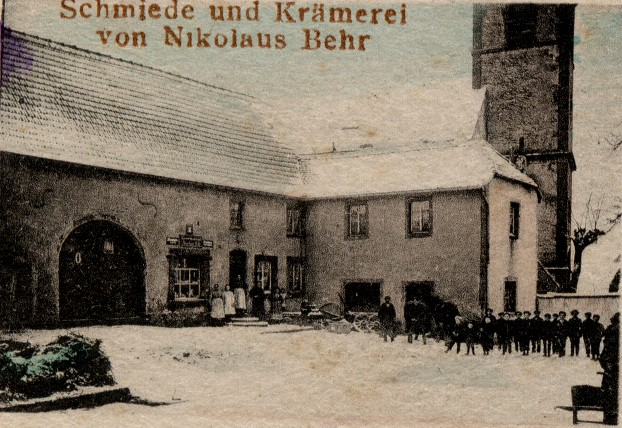
Maison Behr en 1918.
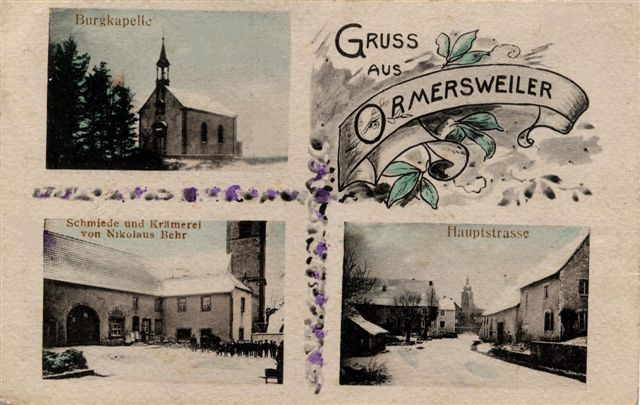
Vues du village en 1918.
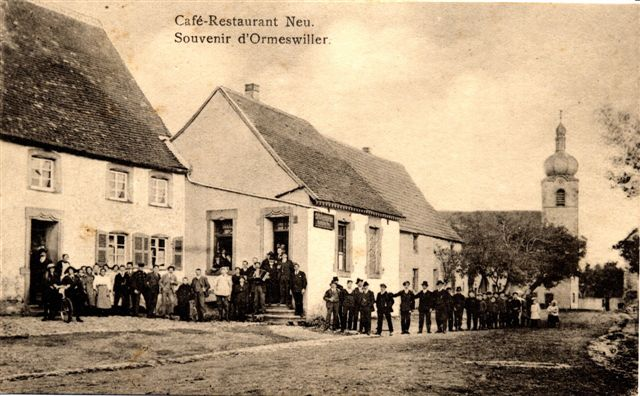
Vue du restaurant Neu en 1918.
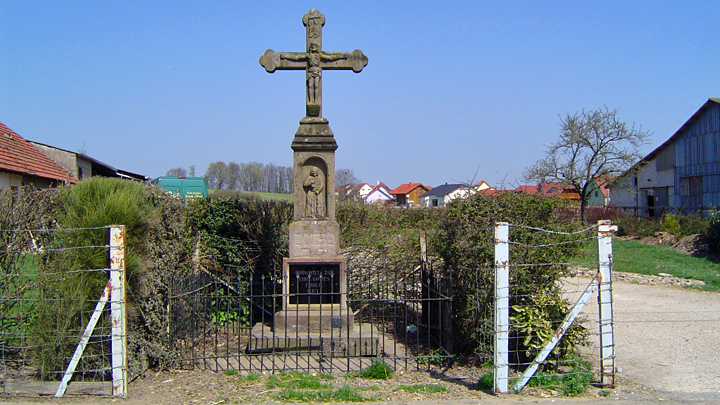
Croix.
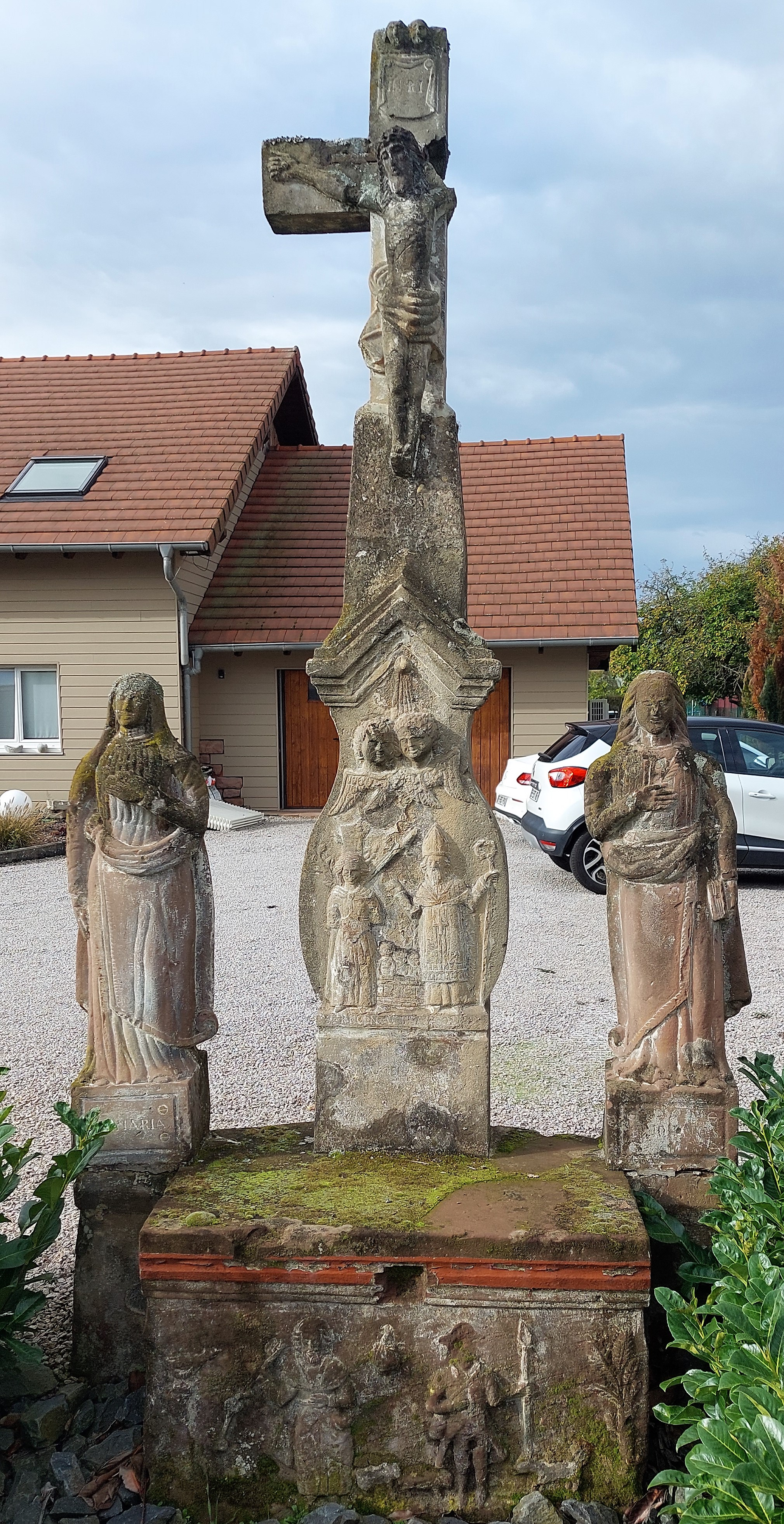
Calvaire rue d'Epping.
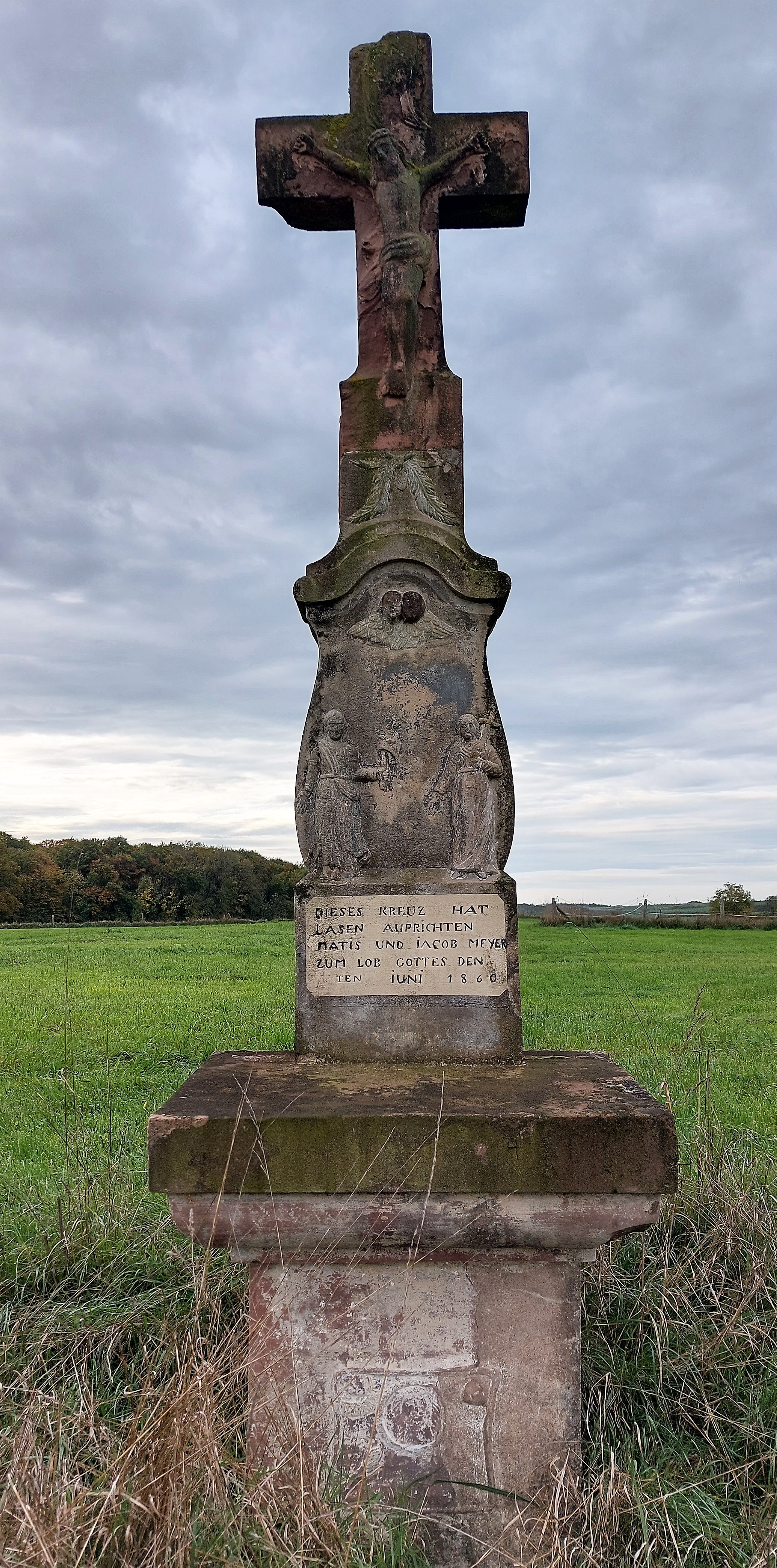
Calvaire rue de Volmunster.

- Église de l'Exaltation-de-la-Sainte-Croix, reconstruite en 1835 et rénovée après la Seconde Guerre mondiale[37].
- Presbytère[38].
- Chapelle Saint-Joseph au lieu-dit Auf der Burg, construite à la fin du XIXe siècle, bénite en 1895 par Mgr Fleck. Dynamitée par les Français en 1939, reconstruite en 1963-1964 en matériaux modernes[39].
- Ancienne chapelle Sainte-Croix[40], située au milieu du village et sur laquelle nous n'avons retrouvé aucun document concernant l'historique, il ne subsiste plus aujourd'hui que la trace d'un arc, sur la façade latérale gauche de l'école. Avant la guerre de 1939-1945, il en subsistait encore la tour peut-être du XIIe siècle. Repercée au XIXe siècle. Détruite au cours de la guerre 1939-1945 elle était encore en ruines vers 1965. Selon la tradition, les personnes superstitieuses déposaient des balais neufs de saule derrière la porte, pour protéger le bétail contre les sorcières…
- Grotte de Lourdes[41],[42].
- Tumuli  (Le mot tumulus provient du latin et a été francisé. Bien que le pluriel latin soit des tumuli, il n'est usité que par les spécialistes et la graphie francisée "des tumulus" lui est préféré), au lieu-dit Burboesch[43].
- Vestiges d'une villa romaine au lieu-dit Nassenweg[44],[45].
- Nombreuses mardelles.
- Croix de chemin[46], Calvaire[47], Croix de la Paix[48].
- Monuments commémoratifs :
  - Monument commémoratif à la mémoire de deux aviateurs, un britannique et un australien des unités militaires des Forces aériennes françaises libres (FAFL) en  Angleterre : Stèle en souvenir de deux crashs d’avions Potez 637 à Ormersviller[49],[50] : Conflits commémorés : guerre 1939-1945[51],[52],[53],[54].
  - Mémorial René-Jean Garandeau, Chef d'Escadron - 41e R.A.D. (Artillerie)  - R.A.D. Régiment d'Artillerie Divisionnaire.
  - Plaque commémorative[55] .
  - Croix fabriquée avec des éclats d'obus suspendue dans la chapelle Saint Joseph à Ormersviller[56] (32e régiment d'infanterie (France) et renz Infanterie Regiment 127 de Zweibrucken[57],[58].

### Héraldique
| Blason de Ormersviller | Blason  | Ecartelé aux 1 et 4 de gueules au lion d'or, à la fasce d'azur chargée de trois étoiles d'argent ; et aux 2 et 3 de sable à deux épées hautes d'argent, mises en pal garnies d'or. |
| Blason de Ormersviller | Détails | Le statut officiel du blason reste à déterminer. |